# Baka to Test to shōkanjū
Baka to Test to shōkanjū (jap. バカとテストと召喚獣 Baka to tesuto to shōkanjū) – seria light novel napisana przez Kenjiego Inoue i zilustrowana przez Yui Hagę, publikowana od stycznia 2007 do marca 2015 nakładem wydawnictwa Enterbrain pod imprintem Famitsu Bunko. Na jej podstawie powstały trzy mangi oraz serial anime wyprodukowany przez studio Silver Link, który emitowano między styczniem a marcem 2010. Drugi sezon, zatytułowany Baka to Test to shōkanjū ni!, był emitowany od lipca do września 2011.

## Fabuła
Akcja rozgrywa się w fikcyjnej szkole przygotowawczej o nazwie Akademia Fumizuki, o której mówi się, że wdraża „najlepsze i najbardziej unikalne systemy”. Jej uczniowie są podzieleni na klasy na podstawie wyników egzaminu wstępnego. W klasie A znajdują się uczniowie z najwyższymi wynikami, podczas gdy w klasie F – ci najgorsi. Oprócz tego, klasy otrzymują różne profity i wyposażenie w oparciu o ten podział. Im wyższa klasa, tym większe korzyści; klasa A jest wypełniona prestiżowymi udogodnieniami, takimi jak klimatyzatory, fantazyjne fotele, laptopy, bezpłatny bar z przekąskami itp. Tymczasem klasa F jest zmuszona do nauki w zakurzonej, zniszczonej klasie z matami i niskimi drewnianymi stolikami.
Dodatkowo szkoła posiada specjalny system, w którym wszyscy uczniowie są w stanie przywoływać awatary, które są w stanie walczyć, gdy nauczyciel wyrazi na to zgodę – ich siła zależy od wyników ostatniego testu z przedmiotu nauczyciela zatwierdzającego pojedynek. Awatar traci punkty, gdy zostanie uderzony przez przeciwnika, a jeśli jego wynik osiągnie zero, uczeń zostanie zdyskwalifikowany i będzie musiał wziąć udział w zajęciach wyrównawczych. Jeśli uczestnik zdoła opuścić bitwę bez osiągnięcia zera punktów, może przystąpić do egzaminu dodatkowego, aby uzupełnić swój wynik i powrócić do bitwy. Główną funkcją tych bitew jest „Bitewny egzamin przyzywania”, w którym dwie klasy walczą za pomocą swoich awatarów. Wojna kończy się, gdy przedstawiciel jednej z klas, najwyżej punktowany uczeń w klasie, zostanie pokonany w bitwie. Jeśli klasa o niższej randze zdoła pokonać klasę o wyższej randze, zostaje im udzielona możliwość zamiany sal lekcyjnych, dając klasom o niższej randze szansę na wykazanie się i zdobycie lepszego wyposażenia.
W dniu egzaminu wstępnego Mizuki Himeji dostaje gorączki i nie jest w stanie go ukończyć, przez co otrzymuje zero punktów, pomimo swojej inteligencji. Zostaje umieszczona w klasie F, wraz z resztą głównych bohaterów – Akihisą Yoshiim, Yujim Sakamoto, Hideyoshim Kinoshitą, Koutą Tsuchiyą i Minami Shimadą. Akihisa jest sfrustrowany decyzją szkoły o umieszczeniu Himeji w klasie F, uważając, że powinna dostać kolejną szansę na egzaminie. Rozmawia z Yuujim, który również czuje się niesprawiedliwie potraktowany przez szkołę. Przysięgają udowodnić wszystkim, że w życiu chodzi o coś więcej niż tylko wyniki testów, pokonując klasę A i przejmując ich klasę dla siebie.

## Light novel
Seria ukazywała się od 29 stycznia 2007 do 30 marca 2015 nakładem wydawnictwa Enterbrain pod imprintem Famitsu Bunko.
| Nr   | Data wydania (język japoński) | ISBN (język japoński)  |
| ---- | ----------------------------- | ---------------------- |
| 1    | 29 stycznia 2007              | ISBN 978-4-0472-9825-5 |
| 2    | 28 kwietnia 2007              | ISBN 978-4-04-730339-3 |
| 3    | 30 sierpnia 2007              | ISBN 978-4-04-730340-9 |
| 3,5  | 30 stycznia 2008              | ISBN 978-4-0472-9826-2 |
| 4    | 30 maja 2008                  | ISBN 978-4-04-730341-6 |
| 5    | 29 listopada 2008             | ISBN 978-4-04-730342-3 |
| 6    | 30 kwietnia 2009              | ISBN 978-4-04-730343-0 |
| 6,5  | 29 sierpnia 2009              | ISBN 978-4-04-730344-7 |
| 7    | 26 grudnia 2009               | ISBN 978-4-04-726195-2 |
| 7,5  | 27 lutego 2010                | ISBN 978-4-04-726313-0 |
| 8    | 30 sierpnia 2010              | ISBN 978-4-04-726727-5 |
| 9    | 29 stycznia 2011              | ISBN 978-4-04-727031-2 |
| 9,5  | 30 czerwca 2011               | ISBN 978-4-04-727332-0 |
| 10   | 26 grudnia 2011               | ISBN 978-4-04-727647-5 |
| 10,5 | 29 września 2012              | ISBN 978-4-04-728351-0 |
| 11   | 30 marca 2013                 | ISBN 978-4-04-728752-5 |
| 12   | 30 listopada 2013             | ISBN 978-4-04-729293-2 |
| 12,5 | 30 marca 2015                 | ISBN 978-4-04-730298-3 |

## Manga
Na podstawie light novel powstała manga zilustrowana przez Mosuke Mattaku i Yumeutę, która ukazywała się w magazynie „Gekkan Shōnen Ace” od 25 kwietnia 2009 do 26 lipca 2016. Wydawnictwo Kadokawa Shoten zebrało ją w 15 tankōbonach, wydanych między 19 grudnia 2009 a 26 listopada 2016.
Kolejna manga, zatytułowana Baka to Test to shōkanjū Spinout! Sore ga bokura no nichijō (jap. バカとテストと召喚獣 SPINOUT! それが僕らの日常。), została zilustrowana przez Namo. Była wydawana w magazynie internetowym „Famitsu Comic Clear” od 30 października 2009 do 12 sierpnia 2012. Wydawnictwo Enterbrain opublikowało ją w 6 tankōbonach, wydawanych od 15 maja 2010 do 10 sierpnia 2012.
Trzecia manga, zatytułowana Baka to Test to shōkanjū ja (jap. バカとテストと召喚獣ぢゃ), zilustrowana przez Koizumiego, była wydawana w magazynie „Gekkan Shōnen Ace” od 26 grudnia 2009 do 26 listopada 2013. Wydawnictwo Kadokawa Shoten zebrało ją w 4 tankōbonach, wydanych między 26 sierpnia 2010 a 25 stycznia 2014.

## Anime
Adaptacja w formie 13-odcinkowego telewizyjnego serialu anime została wyprodukowana przez studio Silver Link, napisana przez Katsuhiko Takayamę i wyreżyserowana przez Shina Ōnumę. Seria była emitowana w Japonii między 6 stycznia a 31 marca 2010. Dwuodcinkowa OVA zatytułowana Baka to Test to shōkanjū: Matsuri została wydana na nośnikach Blu-ray i DVD 23 lutego i 30 marca 2011.
Drugi sezon, zatytułowany Baka to Test to shōkanjū ni!, był emitowany w Japonii od 7 lipca do 29 września 2011.

### Ścieżka dźwiękowa
| Seria          | Tytuł                                                 | Wykonawcy                                                   | Źródło   |
| Czołówka       | Czołówka                                              | Czołówka                                                    | Czołówka |
| -------------- | ----------------------------------------------------- | ----------------------------------------------------------- | -------- |
| 1              | „Perfect-area Complete!”                              | Natsuko Asō                                                 | [ 34 ]   |
| OVA            | „Ren’ai kōjō Committee” (jap. 恋愛向上committee)      | Natsuko Asō                                                 | [ 35 ]   |
| 2              | „Kimi+nazo+watashi de Jump!!” (jap. 君+謎+私でJUMP!!) | Larval Stage Planning                                       | [ 36 ]   |
| Napisy końcowe |                                                       |                                                             |          |
| 1              | „Baka Go Home”                                        | Milktub and BakaTest All Stars                              | [ 34 ]   |
| 1              | „Hare Tokidoki Egao”                                  | Hitomi Harada, Kaori Mizuhashi, Emiri Katou, Tomomi Isomura | [ 34 ]   |
| OVA            | „Getsuyō wa kirai” (jap. 月曜はキライ)                | Milktub                                                     | [ 35 ]   |
| 2              | „Eureka Baby” (jap. エウレカベイビー Eureka beibī)    | Natsuko Asō                                                 | [ 36 ]   |

## Gra komputerowa
Na podstawie serii powstała gra komputerowa zatytułowana Baka to Test to shōkanjū Portable. Produkcja ukazała 13 grudnia 2012 na konsolę PlayStation Portable.

## Odbiór
Seria anime zebrała pozytywne recenzje od fanów i krytyków. Carl Kimlinger z Anime News Network, przyznał obu sezonom ocenę B-, chwaląc ostrą komedię i styl serialu, jednocześnie krytykując sposób w jaki zostały napisane postaci kobiece.